# الیمپوس ئی۳۰۰

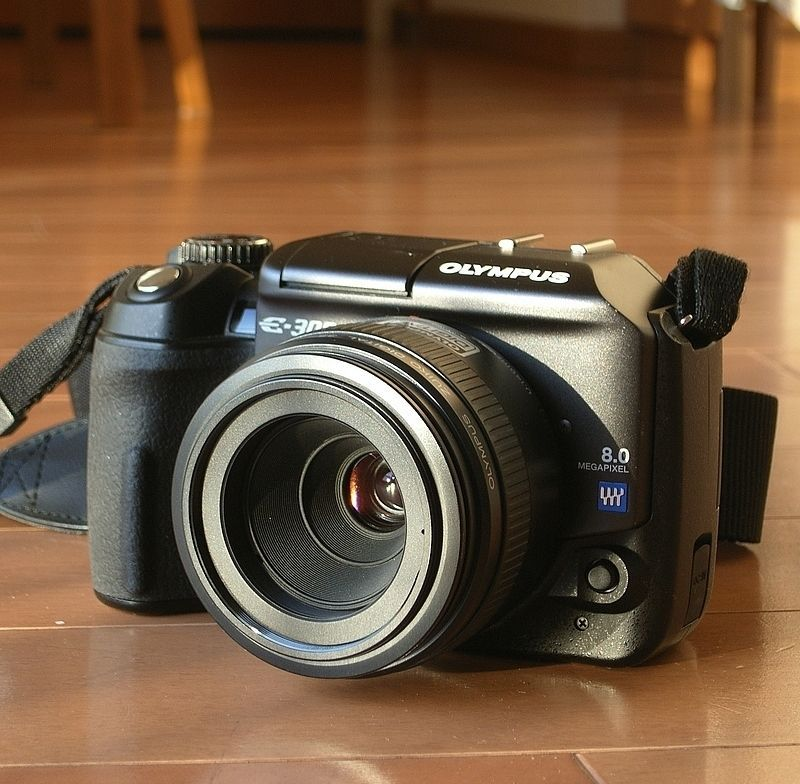
الیمپوس ایی۳۰۰

الیمپوس ایی۳۰۰ (به انگلیسی: Olympus E-300) یک دوربین عکاسی ساخت شرکت الیمپوس است.